# Epidendrum nutans
Epidendrum nutans är en orkidéart som beskrevs av Olof Swartz. Epidendrum nutans ingår i släktet Epidendrum och familjen orkidéer. Inga underarter finns listade i Catalogue of Life.